# 日本ソース工業会
一般社団法人日本ソース工業会（にほんソースこうぎょうかい）は、ソースなど調味料のメーカーで組織された業界団体。

## 協会概要
- 本部所在地 - 〒103-0027 東京都中央区日本橋小伝馬町15-18 常和小伝馬町ビル
- 会長 - 石垣幸俊（ブルドックソース代表取締役社長）
- 活動内容 - ソースの品質向上、消費拡大、製造技術の向上及び原料の安定供給の確保、ソース製造業者の経営の合理化、安定化による国民の食生活の改善向上など。

会員
- 鈴木食品工業
- ツクバネ食品工業
- トキハソース
- ブルドックソース
- ポールスタア
- マルイチフーズ
- 山屋食品
- キッコーマン
- 月星食品
- 日東産業
- 早川食品
- 林屋本店
- ユニオンソース
- 高橋ソース
- 丸越食品工業
- 大久保醤油店
- 田辺商店
- 日本デルモンテ
- カゴメ
- 神谷醸造食品
- 川上酢店
- コーミ
- サンキョーヒカリ
- 太陽食品工業
- 豊田屋食品製造所
- 日東醸造
- 鈴勝
- イカリソース
- 池下商店
- 和泉食品
- 井谷食品工業
- 石見食品工業所
- キッコー食品
- 金紋ソース本舗
- 近藤造酢
- 大黒屋
- 冨貴食研
- オリバーソース
- 木戸食品
- 阪神ソース
- メイジョーソース
- 森彌食品工業
- オジカソース工業
- ヒロタソース
- 大洋産業
- ツバメ食品
- 日の出食品
- 廣田本店
- ハグルマ
- 中間醸造
- 勝俣商会
- 倉敷鉱泉
- 豊島屋
- 天真醤油
- 光食品
- 盛田
- ケンシヨー食品
- コックソース
- ニビシ醤油
- ヒットソース
- マルボシ酢
- 富士甚醬油
- 迫醸造店
- 藤安醸造
- 吉村醸造
- 長工醤油味噌協同組合
- 石川工業
- 大山食品